# Tenuiphantes fogarasensis
Tenuiphantes fogarasensis là một loài nhện trong họ Linyphiidae.
Loài này thuộc chi Tenuiphantes. Tenuiphantes fogarasensis được miêu tả năm 1986 bởi Weiss.